# Европейско първенство по футбол 2028
Европейското първенство по футбол през 2028 г. ще бъде 18-ото европейско първенство по футбол. През 2028 г. шампионатът на Стария континент ще се проведе във Великобритания и Ирландия. На практика Евро 2028 ще бъде домакинствано от четири национални отбора. Това са Англия, Шотландия, Уелс и Ирландия. Към момента е ясно, че финалът ще се състои на „Уембли“. Северна Ирландия губи домакинството, тъй като "Кейсмент Парк", стадионът в Белфаст, има твърде малко капацитет и не е в състоянието за Европейско първенство по футбол. 

## Домакинство
Министрите на младежта и спорта на Румъния, Гърция, България и Сърбия, които провеждат разговори през февруари 2019 г., обявяват, че планират заедно да бъдат кандидати за Евро 2028, Евро 2032 и Световното през 2030. 

### Потенциални кандидати
- Италия – на 26 март 2018 г. Италия обявява, че планира да бъде  домакин на Евро 2028.
- Великобритания и Република Ирландия– на 22 септември 2016 г. Великобритания обявява, че се оценява като домакин на Евро 2028.

## Стадиони
Лондон
- „Уембли“ (Wembley), капацитет: 90 000 души
- „Тотнъм Хотспър Стейдиъм“ (Tottenham Hotspur Stadium), капацитет: 62 850 души

Кардиф
- „Милениум Стейдиъм“(Millennium Stadium) , капацитет: 73 952 души

Манчестър
- „Етихад Стейдиъм“(Etihad Stadium), капацитет: 61 000 души

Ливърпул
- „Евертън Стейдиъм“ (Everton Stadium), капацитет: 52 888 души

Нюкасъл
- „Сейнт Джеймс Парк“ (St. James Park), капацитет: 52 305 души

Бирмингам
- „Вила Парк“ (Villa Park), капацитет: 50 000 души

Глазгоу
- „Хемпдън Парк“ (Hampden Park), капацитет: 51 866 души

Дъблин
- „Авива Стейдиъм“ (Aviva Stadium), капацитет: 51 711 души

Белфаст (отпаднал)
- „Кейсмент Парк“ (Casement Park), капацитет: 30 000 души